# Jonathan Riley-Smith
Jonathan Simon Christopher Riley-Smith (ur. 27 czerwca 1938 w Harrogate, zm. 13 września 2016) – brytyjski historyk, mediewista.

## Życiorys
Kształcił się w Eton College i w Trinity College na Uniwersytecie Cambridge. Wykładał na Uniwersytecie St. Andrews i w Cambridge. Był członkiem zakonu maltańskiego. Specjalizował się w dziejach wypraw krzyżowych. Był żonaty. Miał troje dzieci.

## Wybrane publikacje
- The Knights of St John in Jerusalem and Cyprus, c.1050-1310 (London, Macmillan, 1967 repr. 2002)
- Ayyubids, Mamlukes and Crusaders. Selections from the Tarikh al-Duwal wa'l Muluk of Ibn al-Furat (with Ursula and Malcolm C. Lyons), 2 vols. (Cambridge, Heffer, 1971)
- The Feudal Nobility and the Kingdom of Jerusalem, 1174-1277 (London, Macmillan, 1973 repr 2002)
- What Were the Crusades? (London, Macmillan, 1977 2nd edition 1992 3rd edition Basingstoke, Palgrave, 2002)
- The Crusades: Idea and Reality, 1095-1274 (with Louise Riley-Smith) (London, Edward Arnold, 1981)
- The First Crusade and the Idea of Crusading (London and Philadelphia, Athlone/ University of Pennsylvania Press, 1986, paperback US 1990, UK 1993)
- The Crusades: A Short History -London and New Haven, Athlone/ Yale University Press, 1987)
- The Atlas of the Crusades (editor) (London and New York, Times Books/ Facts on File, 1991)
- The Oxford Illustrated History of the Crusades (editor) (Oxford, Oxford University Press, 1995)
- Cyprus and the Crusades (editor, with Nicholas Coureas) (Nicosia, Society for the Study of the Crusades and the Latin East and Cyprus Research Centre, 1995)
- Montjoie: Studies in Crusade History in Honour of Hans Eberhard Mayer (editor, with Benjamin Z. Kedar and Rudolf Hiestand) (Aldershot, Variorum, 1997)
- The First Crusaders, 1095-1131 (Cambridge, Cambridge University Press, 1997)
- Hospitallers: The History of the Order of St. John (London, The Hambledon Press, 1999)
- The Crusades, Christianity, and Islam (Columbia University Press, 2008)

## Publikacje w języku polskim
- Historia krucjat, red. nauk. Jonathan Riley-Smith, przeł. Katarzyna Pachniak; wstęp i konsult. nauk. wyd. pol. Janusz Danecki, Warszawa: "Vocatio" 2000 (wyd. 2 - 2005).
- Krucjaty. Historia, przeł. Janusz Ruszkowski, Poznań: Wydawnictwo Polskiej Prowincji Dominikanów W drodze 2008.